# Hyloxalus subpunctatus
Hyloxalus subpunctatus, hay ếch độc lưng kem, là một loài ếch trong họ Dendrobatidae. Chúng là loài đặc hữu của Colombia. Các môi trường sống tự nhiên của chúng là đồng cỏ ở cao nhiệt đới hoặc cận nhiệt đới, vùng đất ngập nước không có bụi cây chiếm ưu thế, đầm nước ngọt gián đoạn, vườn, khu vực đô thị và các khu rừng trước đây bị suy thoái nặng nề.

## Hình ảnh

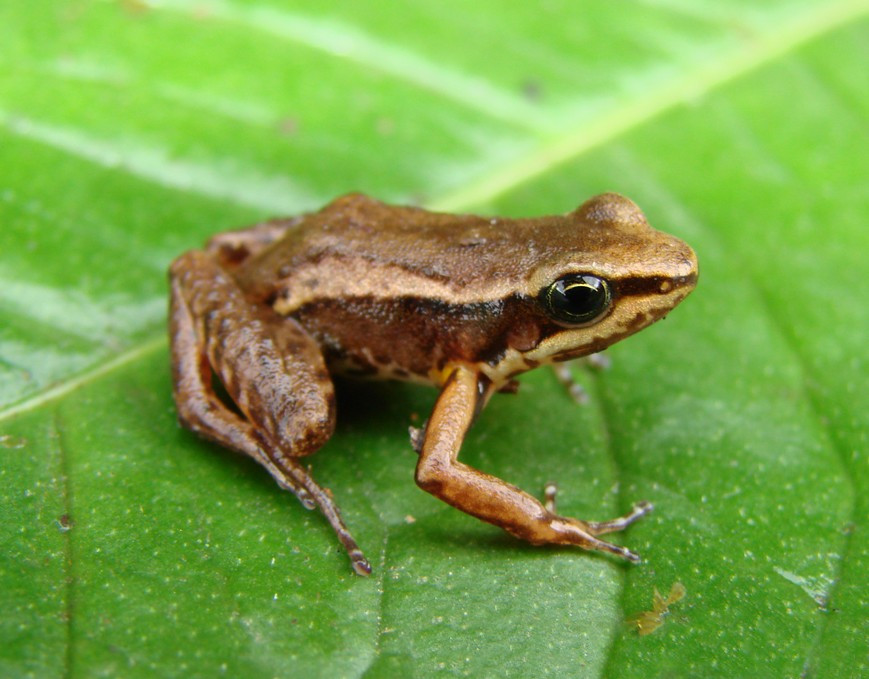
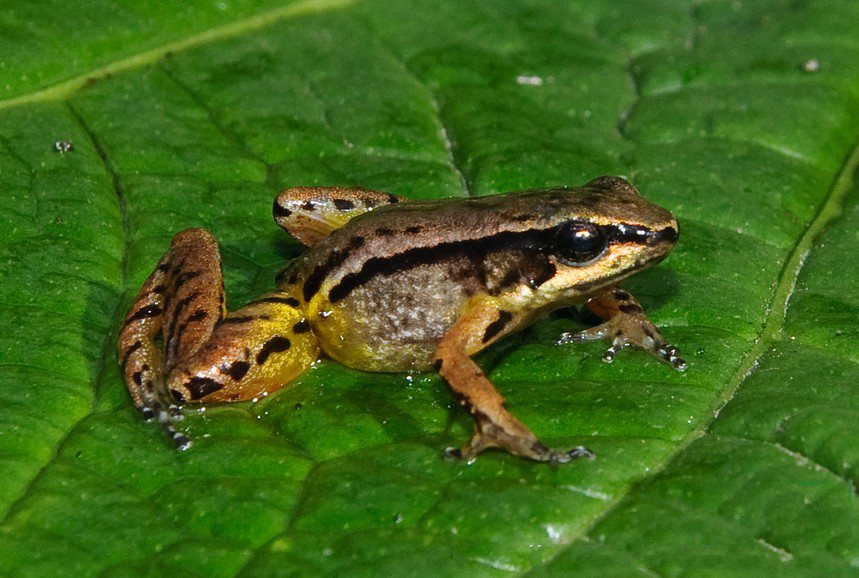